# James FitzJames, Duce de Berwick
James FitzJames, Duce de Berwick, Duce de Fitz-James, Duce de Liria și Jérica (21 august 1670 – 12 iunie 1734) a fost un lider militar anglo-francez, fiul nelegitim al regelui Iacob al II-lea al Angliei și al amantei sale, Arabella Churchill, sora Ducelui de Marlborough.
În 1695 el s-a căsătorit cu Honora de Burke, fiica Contelui de Clanricarde și văduva Contelui de Lucan. S-a recăsătorit cu Anne Bulkeley, fiica lui Henry Bulkeley, în 1700. A devenit mareșal al Franței în 1706.

## Biografie
James s-a născut în Franța, în orașul Moulins, cu cincisprezece ani înainte de urcarea pe tron a tatălui său, Iacob al II-lea al Angliei, în acea vreme Duce de York, succesorul la tron al fratelui său Carol al II-lea al Angliei. James a fost educat ca un prinț catolic în diverse colegii din Franța. În 1687, tatăl său, devenit rege, l-a numit duce de Berwick, conte de Tinmouth și baron Bosworth.

### Cariera militară

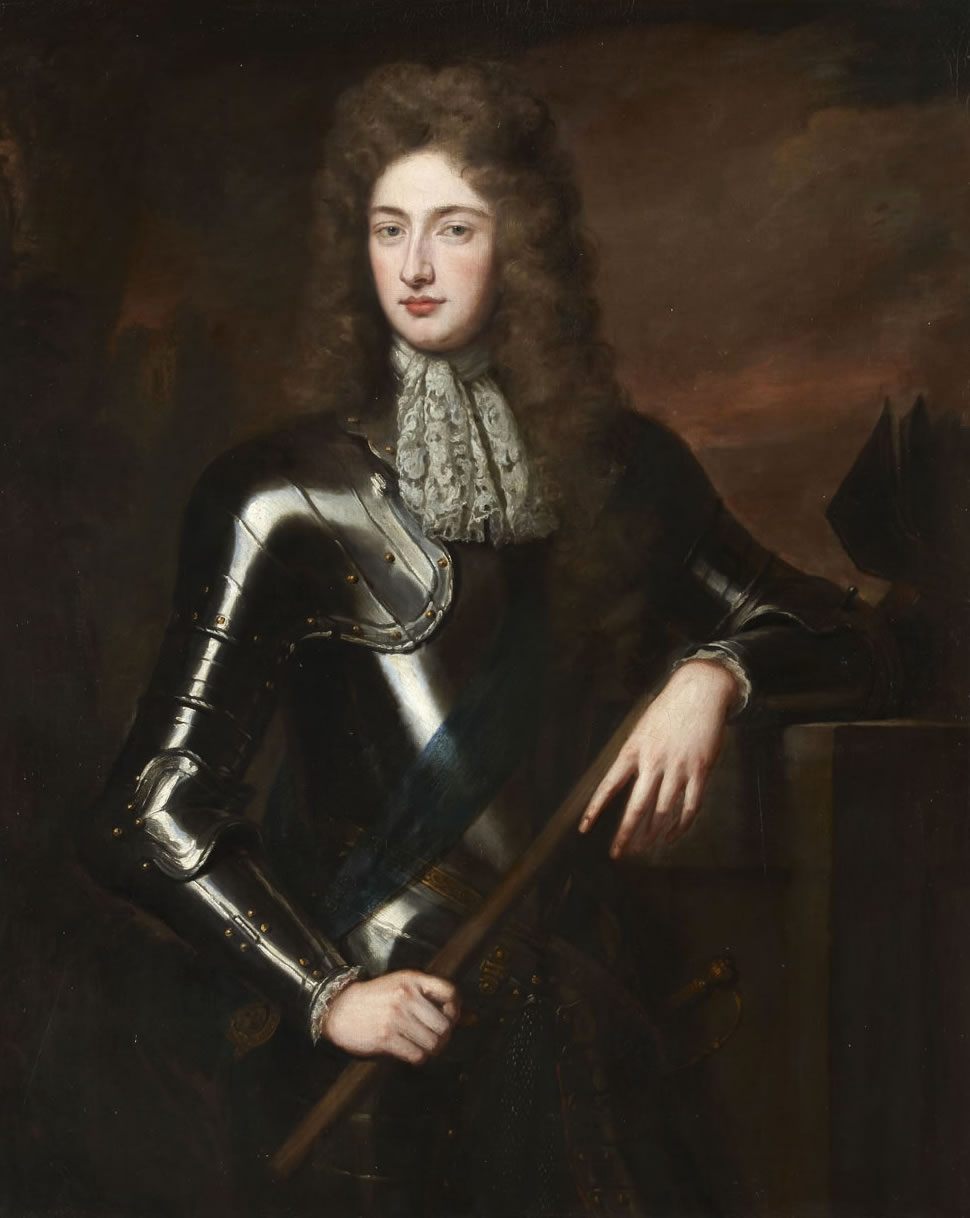
Portret al ducelui de Berwick din 1687 de Sir Godfrey Kneller

Și-a făcut debutul în Ungaria la asediul din Buda, în slujba lui Carol al V-lea de Lorena; apoi a participat la Bătălia de la Mohács (1687) tot în Ungaria, unde a luptat împotriva turcilor. După bătălie s-a întors în Anglia, unde a fost numit guvernator de Portsmouth și a devenit cavaler al Ordinului Jartierei. După revoluția din 1688, a avut un rol foarte activ în toate încercările de a-l reînscăuna pe tron pe tatăl său. Acest ofițer strălucit s-a angajat apoi în serviciul Franței, iar în 1703 a fost naturalizat francez.

### Războiul Succesiunii Spaniole
1. 1 2 3  Kindred Britain
2. ↑  Autoritatea BnF, accesat în 10 octombrie 2015